# 지산동 (동구)
지산동(芝山洞)은 광주광역시 동구에 위치한 행정동이다. 무등산 장원봉의 아래에 위치하고 있으며, 광주지방법원과 검찰청 주변 지역으로 변호사, 법무사 사무실이 밀집되어 있다.

## 유래
기와의 사투리 발음인 “지와”를 한자로 표기한 지막(芝幕)리의 이름을 따서 지산이라 하였다. 1979년 5월 10일 지산1, 2동으로 분리되어 오늘에 이른다. 무등산 서쪽 장원봉에서 향로봉, 깃대봉으로 이어지는 서사면에 위치하고 있으며, 500여년 전인 조선 초기에 마을이 형성되었다.

## 교육
- 광주동산초등학교
- 살레시오초등학교
- 살레시오여자중학교
- 살레시오여자고등학교
- 조선대학교 여자고등학교
- 조선대학교

## 기관
- 광주지방법원